# Port lotniczy Noertrange
Port lotniczy Noertrange – port lotniczy zlokalizowany w miejscowości Noertrange w Luksemburgu. Obsługuje głównie połączenia krajowe.